# Matrice dei cofattori
In matematica, in particolare in algebra lineare, la matrice dei cofattori di una matrice quadrata {\displaystyle A} di ordine {\displaystyle n}, detta anche matrice dei complementi algebrici, è un'altra matrice quadrata di ordine {\displaystyle n} il cui elemento nella posizione generica {\displaystyle i,j} è il cofattore (o complemento algebrico) di {\displaystyle A} relativo alla posizione {\displaystyle i,j}, così definito:
{\displaystyle \mathrm {cof} _{i,j}(A):=(-1)^{i+j}\cdot \det(A_{i,j})}
qui il termine {\displaystyle \det(A_{i,j})} rappresenta il minore di {\displaystyle A} ottenuto cancellando la riga {\displaystyle i}-esima e la colonna {\displaystyle j}-esima.
Quindi la matrice dei cofattori è la seguente:
{\displaystyle \mathrm {cof} \,A={\begin{pmatrix}\mathrm {cof} _{1,1}(A)&\ldots &\mathrm {cof} _{1,n}(A)\\\vdots &\ddots &\vdots \\\mathrm {cof} _{n,1}(A)&\ldots &\mathrm {cof} _{n,n}(A)\\\end{pmatrix}}.}

## Matrice aggiunta
La trasposta della matrice dei cofattori è detta matrice aggiunta (benché questo termine indichi anche la matrice trasposta coniugata) ed è indicata con l'operatore {\displaystyle \mathrm {adj} }, dall'inglese adjoint matrix.
Quindi:
{\displaystyle \mathrm {adj} \,A=(\mathrm {cof} \,A)^{T}.}

## Proprietà
La matrice aggiunta soddisfa le proprietà seguenti:
- {\displaystyle \mathrm {adj} (I)=I}, dove {\displaystyle I} è la matrice identità
- {\displaystyle \mathrm {adj} (A\cdot B)=\mathrm {adj} (B)\cdot \mathrm {adj} (A)}
- {\displaystyle A\cdot \mathrm {adj} (A)=\mathrm {adj} (A)\cdot A=\det(A)\cdot I}

conseguenza dello sviluppo di Laplace. Quindi se {\displaystyle A} è invertibile, l'inversa è data da:
{\displaystyle A^{-1}=\det(A)^{-1}\cdot \mathrm {adj} (A)}
- {\displaystyle \det(\mathrm {adj} (A))\,=\,\det(A)^{n-1}}

## Casi particolari

### Matrice 2 × 2
L'aggiunta della matrice
{\displaystyle A={\begin{pmatrix}a&b\\c&d\end{pmatrix}}}
è la matrice
{\displaystyle \operatorname {adj} (A)={\begin{pmatrix}d&-b\\-c&a\end{pmatrix}}.}
Si noti che
{\displaystyle \det(\operatorname {adj} (A))=\det(A)=ad-bc}
e che
{\displaystyle \operatorname {adj} (\operatorname {adj} (A))=A.}

### Matrice 3 × 3
Data la matrice {\displaystyle 3\times 3}
{\displaystyle A={\begin{pmatrix}a_{11}&a_{12}&a_{13}\\a_{21}&a_{22}&a_{23}\\a_{31}&a_{32}&a_{33}\end{pmatrix}}={\begin{pmatrix}1&2&3\\4&5&6\\7&8&9\end{pmatrix}},}
la sua matrice aggiunta è uguale alla trasposta della matrice dei cofattori
{\displaystyle \operatorname {adj} (A)=(\mathrm {cof} \,\mathbf {A} )^{T}={\begin{pmatrix}+\left|{\begin{matrix}a_{22}&a_{23}\\a_{32}&a_{33}\end{matrix}}\right|&-\left|{\begin{matrix}a_{12}&a_{13}\\a_{32}&a_{33}\end{matrix}}\right|&+\left|{\begin{matrix}a_{12}&a_{13}\\a_{22}&a_{23}\end{matrix}}\right|\\&&\\-\left|{\begin{matrix}a_{21}&a_{23}\\a_{31}&a_{33}\end{matrix}}\right|&+\left|{\begin{matrix}a_{11}&a_{13}\\a_{31}&a_{33}\end{matrix}}\right|&-\left|{\begin{matrix}a_{11}&a_{13}\\a_{21}&a_{23}\end{matrix}}\right|\\&&\\+\left|{\begin{matrix}a_{21}&a_{22}\\a_{31}&a_{32}\end{matrix}}\right|&-\left|{\begin{matrix}a_{11}&a_{12}\\a_{31}&a_{32}\end{matrix}}\right|&+\left|{\begin{matrix}a_{11}&a_{12}\\a_{21}&a_{22}\end{matrix}}\right|\end{pmatrix}},}
dove
{\displaystyle \left|{\begin{matrix}a_{im}&a_{in}\\\,\,a_{jm}&a_{jn}\end{matrix}}\right|=\det \left({\begin{matrix}a_{im}&a_{in}\\\,\,a_{jm}&a_{jn}\end{matrix}}\right)=a_{im}a_{jn}-a_{in}a_{jm}.}

### Esempi numerici
Sia data la matrice {\displaystyle A={\begin{pmatrix}1&2&3\\4&5&6\\7&8&9\end{pmatrix}}}. Utilizzando la formula precedente, la sua aggiunta è data da
{\displaystyle \operatorname {adj} (A)=(\mathrm {cof} \,A)^{T}={\begin{pmatrix}+\left|{\begin{matrix}5&6\\8&9\end{matrix}}\right|&-\left|{\begin{matrix}2&3\\8&9\end{matrix}}\right|&+\left|{\begin{matrix}2&3\\5&6\end{matrix}}\right|\\&&\\-\left|{\begin{matrix}4&6\\7&9\end{matrix}}\right|&+\left|{\begin{matrix}1&3\\7&9\end{matrix}}\right|&-\left|{\begin{matrix}1&3\\4&6\end{matrix}}\right|\\&&\\+\left|{\begin{matrix}4&5\\7&8\end{matrix}}\right|&-\left|{\begin{matrix}1&2\\7&8\end{matrix}}\right|&+\left|{\begin{matrix}1&2\\4&5\end{matrix}}\right|\end{pmatrix}}={\begin{pmatrix}-3&6&-3\\6&-12&6\\-3&6&-3\end{pmatrix}}.}
Un secondo esempio è il seguente:
{\displaystyle \mathbf {A} ={\begin{pmatrix}2&1&1\\0&-1&2\\0&2&-1\end{pmatrix}};}
{\displaystyle \operatorname {adj} (\mathbf {A} )={\begin{pmatrix}-3&3&3\\0&-2&-4\\0&-4&-2\end{pmatrix}}.}